# Веленє (община)
Община Веленє (словен. Mestna občina Velenje) — одна з общин у центральній Словенії. Адміністративний центр — місто Веленє. Община затвердила себе як важлива туристична область.

## Населення
2011 року в общині проживало 32834 осіб, 16662 чоловіка і 16172 жінки. Чисельність економічно активного населення (за місцем проживання), 13356 осіб. Середня щомісячна чиста заробітна плата одного працівника (EUR), 945,93 (в середньому по Словенії 987.39). Приблизно кожен другий житель у громаді має автомобіль (49 автомобілі на 100 жителів). Середній вік жителів — 40,9 роки (в середньому по Словенії — 41.8).